# Saul Alinsky
Saul David Alinsky (Chicago, 30 gennaio 1909 – Carmel, 12 giugno 1972) è stato un attivista e scrittore statunitense noto per la sua attività di organizzatore di comunità e autore del noto volume Rules for Radicals.
Nel corso di circa 40 anni di attivismo politico, Alinsky ricevette molte critiche, ma anche attestati di stima da molti personaggi pubblici. Le sue capacità organizzative erano dedicate al migliorare le condizioni di vita delle comunità in condizione di povertà nel nord America. Negli anni 50, cominciò a rivolgere la sua attenzione al miglioramento delle condizioni nei ghetti afroamericani, a cominciare da quelli di Chicago e più tardi raggiungendo altri ghetti in California, Michigan, New York City e una dozzina di altri "trouble spots".
Le sue idee vennero adottate negli anni '60 da alcuni universitari americani e da altri giovani appartenenti alla Controcultura americana di quegli anni, che le usarono come parte delle loro strategie di organizzazione nel campus e fuori di esso. Il Time scrisse nel 1970 che "Non è esagerato sostenere che la democrazia americana è stata cambiata dalle idee di Alinsky". L'autore conservatore William F. Buckley, Jr. disse nel 1966 che Alinsky era "molto vicino all'essere un genio organizzativo".

## Opere tradotte in italiano
- La idee dei radicals: potere e democrazia negli Usa, Bari, Palomar, 2008 (Prefazione di Nico Perrone).
- Radicali, all’azione! Organizzare i senza-potere, Roma, Edizioni dell'asino, 2020 (A cura di Alessandro Coppola e Mattia Diletti).